# Condizione di Abbe

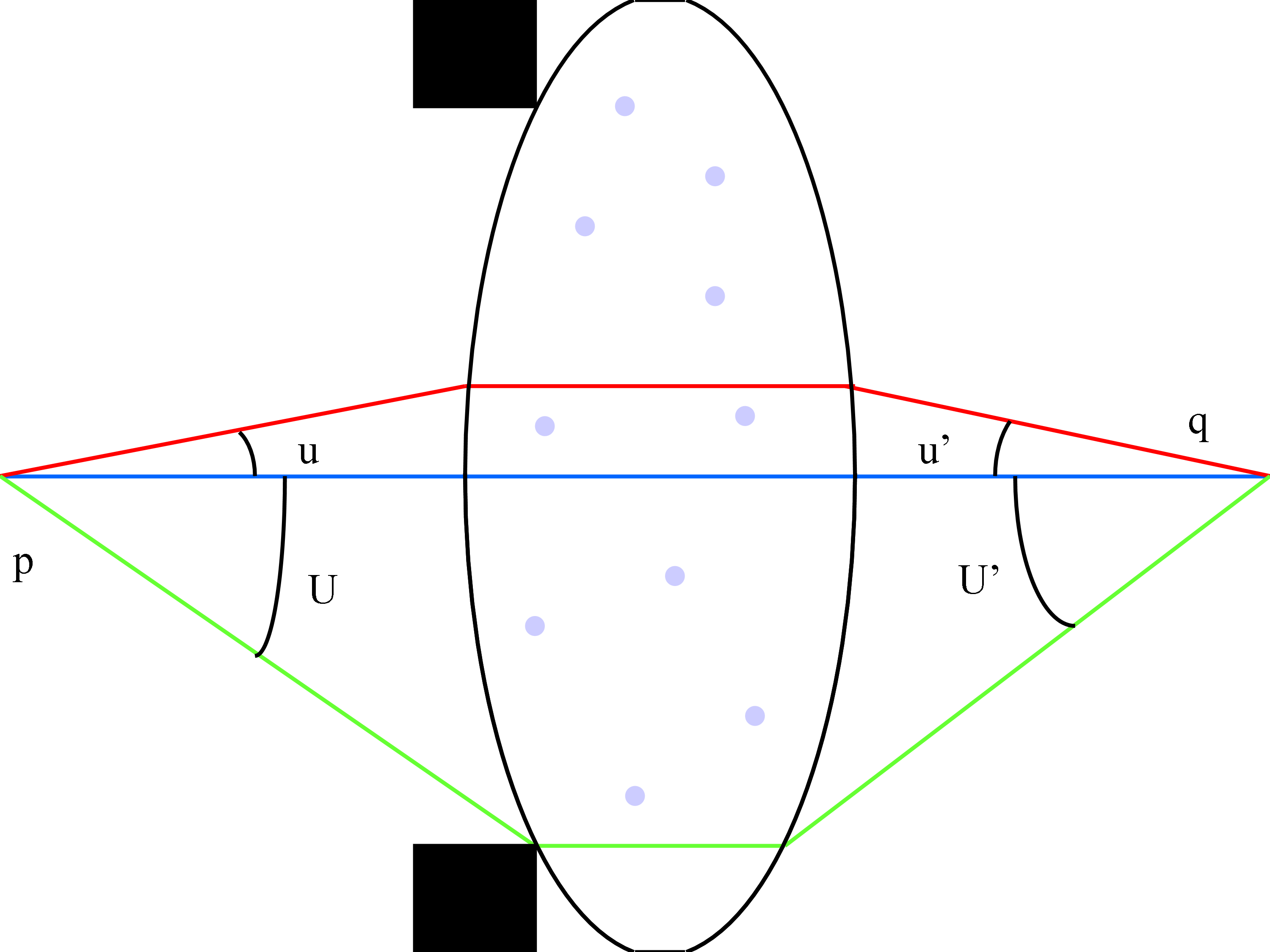
schema per la condizione di Abbe, lo strumento ottico in questo caso è una lente spessa, in blu viene disegnato l'asse ottico,
in rosso un raggio parassiale, in verde un raggio marginale

La Condizione di Abbe è una condizione che deve essere rispettata da una lente o un altro strumento ottico per produrre immagini nitide di oggetti sia fuori dell'asse ottico che sul suo centro. Fu formulata da  Ernst Abbe nel contesto degli studi relativi al microscopio.
Si riassume in una formula matematica:
{\displaystyle {\frac {\sin u'}{\sin U'}}={\frac {\sin u}{\sin U}}}
Gli angoli usati nella formula sono indicati nella figura a fianco, in cui si è semplificato lo strumento ottico con una comune lente spessa convergente. La sorgente è in p e l'immagine in q. Gli angoli u ed u’
sono gli angoli tra i raggi (entranti ed uscenti) parassiali (raggi quasi paralleli all'asse ottico) e l'asse ottico.  Mentre U ed U’ sono gli angoli tra i raggi marginali (entranti e uscenti) con l'asse ottico. Si dice raggio marginale un raggio che tocca il bordo del diaframma (disegnato in nero nella figura), quindi con la massima  inclinazione possibile rispetto all'asse ottico. La condizione di Abbe è comunque generale e non si applica solo a questi raggi.
Semplificando, Il seno dell'angolo di uscita dovrebbe essere proporzionale al seno dell'angolo in entrata.